# Campeonato Mundial de Judô Masculino de 1969
O Campeonato Mundial de Judô de 1969 foi a 6° edição do Campeonato Mundial de Judô, realizada em Cidade do México, México, em 23 a 25 de outubro de 1969.

## Medalhistas

### Homens
| Evento | Ouro                | Prata           | Bronze                              |
| ------ | ------------------- | --------------- | ----------------------------------- |
| -63 kg | Yoshio Sonoda       | Toyokazu Nomura | Kim Sang-Chul Sergei Susulin        |
| -70 kg | Hiroshi Minatoya    | Yoshimitsu Kono | Kim Chil-Bok David Rudman           |
| -80 kg | Isamu Sonoda        | Katsuya Hirao   | Cho Sung Il Martin Poglajen         |
| -93 kg | Fumio Sasahara      | Peter Hermann   | Tomoyuki Kawabata Wladimir Pokataev |
| +93 kg | Shuji Suma          | Klaus Glahn     | Mitsuo Matsunaga Givi Onashivili    |
| Aberto | Masatoshi Shinomaki | Wim Ruska       | Ernst Eugster Nobuyuki Sato         |

### Quadro de Medalhas
| Ordem | País            | Medalha de ouro | Medalha de prata | Medalha de bronze | Total |
| ----- | --------------- | --------------- | ---------------- | ----------------- | ----- |
| 1     | Japão           | 6               | 3                | 3                 | 12    |
| 2     | Alemanha        | 0               | 2                | 0                 | 2     |
| 3     | Países Baixos   | 0               | 1                | 2                 | 3     |
| 4     | União Soviética | 0               | 0                | 4                 | 4     |
| 5     | Coreia do Sul   | 0               | 0                | 3                 | 3     |